# اوستی ناد اورلیتسی
اوستی ناد اورلیتسی (به چکی: Ústí nad Orlicí) یک منطقهٔ مسکونی و شهرستان دارای شهرک سابقاً روستا در جمهوری چک است که در شهرستان اوستی ناد اورلیتسی واقع شده‌است. اوستی ناد اورلیتسی ۱۵٬۱۵۱ نفر جمعیت دارد.

## خواهرخوانده
شهرهای آمبرگ، ماسا مارتانا، Bystrzyca Kłodzka، نویکولن و پوپراد خواهرخوانده‌های اوستی ناد اورلیتسی هستند.